# Paus Innocentius XIII
Paus Innocentius XIII, geboren als Michael Angelo Conti (Palestrina, 13 mei 1655 – Rome, 7 maart 1724) was paus tussen 1721 en 1724.
Hij studeerde in Ancona en in Rome aan de Pauselijke Gregoriaanse Universiteit. Paus Alexander VIII benoemde hem tot pontificaal kamerheer. Door paus Innocentius XII werd hij tot bisschop bevorderd. Hij werkte vervolgens als apostolische Nuntius in Luzern en Lissabon alvorens paus Clemens XI hem in 1706 verhief tot kardinaal. Tijdens het Conclaaf van 1721 werd hij gekozen tot paus.
Zijn korte pontificaat werd gekenmerkt door een niet aflatende strijd met de jezuïeten van wie hij vond dat zij zich moesten richten naar de pauselijke decreten. Franse bisschoppen benaderden hem - te vergeefs - met het verzoek om de tegen de jansenisten gerichte bul Unigenitus in te trekken.
Cursief: tegenpaus